# Костанєк
Костанєк (словен. Kostanjek) — поселення в общині Кршко, Споднєпосавський регіон, Словенія. Висота над рівнем моря: 337,7 м.